# Sala Palatului
La Sala del Palazzo (in romeno Sala Palatului) è un centro congressi e sala concerti di Bucarest. Si trova alle spalle del Palazzo Reale.
Fu costruita tra il 1959 e il 1960 in epoca comunista dall'architetto Horia Maicu su progetto di Tiberiu Ricci, durante il regime di Gheorghe Gheorghiu-Dej.
Fu realizzata per celebrare il III congresso del Partito Comunista Rumeno, che scelse tale sede per numerosi suoi incontri. Negli anni ospitò diverse importanti conferenze, come quella organizzata dalla Commissione economica per l'Europa, il congresso mondiale per la popolazione, il congresso mondiale per l'energia e il congresso mondiale della Croce rossa.
La sala principale inizialmente aveva una capienza di 3.150 posti che, nel 1982, fu portata a 4.000 su progetto di Romeo Belea per volere del dittatore Nicolae Ceaușescu. La sala principale ha forma di un anfiteatro per un'altezza di 12 metri, il cui palco ha un'ampiezza di 28 metri e una profondità di 15 metri. La seconda sala del centro, la Sala Luterană, dispone di una superficie di 768 m², mentre la terza, situata al primo piano, Sala Coloanelor, di 563 m² e 450 posti a sedere. Sempre al primo piano si trovano le due sale minori (Alpha e Beta) e il salone ufficiale per l'accoglienza delle delegazioni politiche e culturali in visita al complesso. Il salone di ingresso, di oltre 2.000 m², è regolarmente utilizzato come spazio espositivo.
Sala Palatului organizza mediamente 180 spettacoli l'anno, con un'affluenza complessiva di 700.000 spettatori, cui si aggiungono circa 60 fiere ed esposizioni che attraggono annualmente 300.000 partecipanti.